# Đấng Cứu chuộc

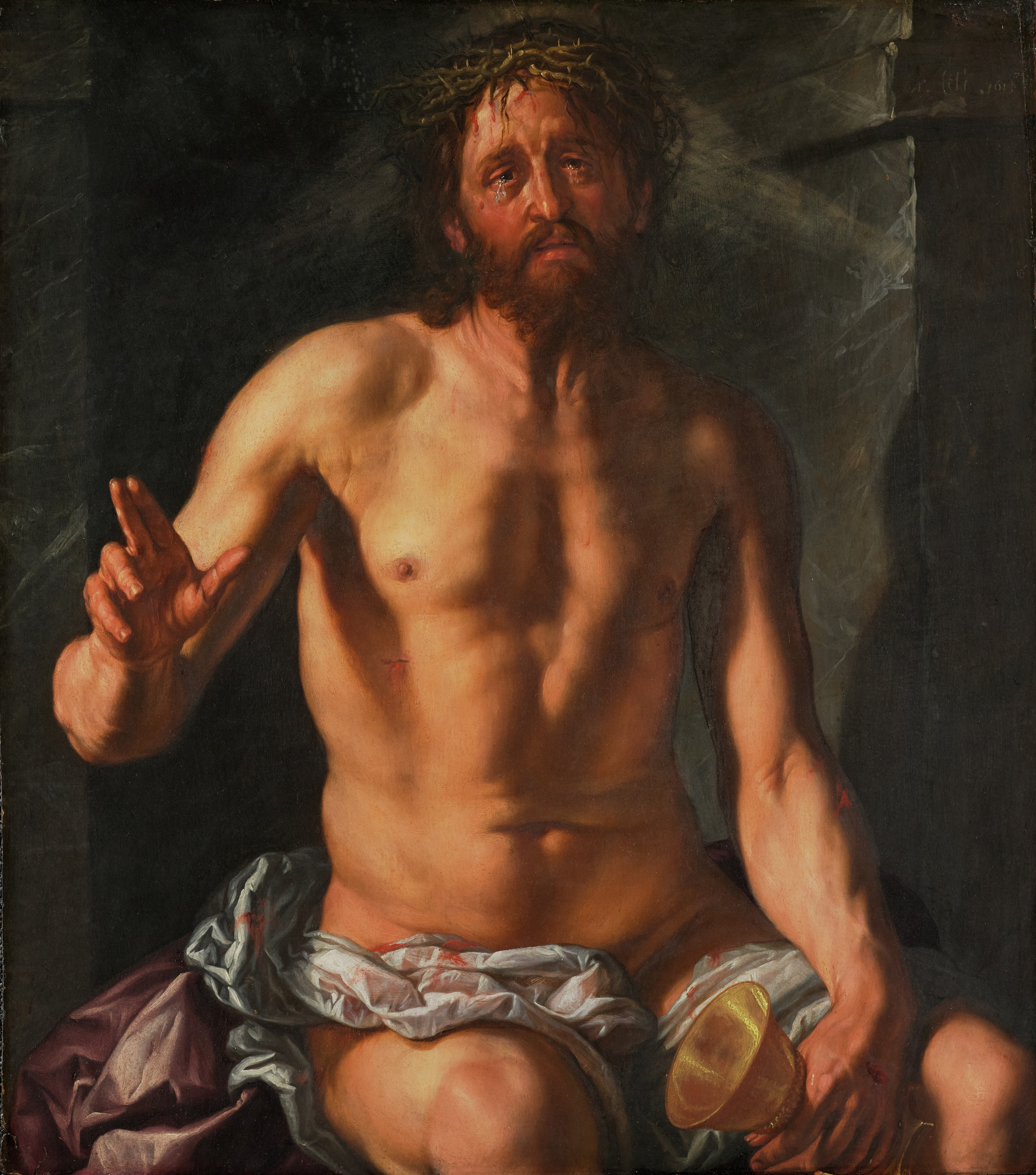
Hoạ phẩm của Hendrick Goltzius về Đấng Cứu chuộc Jesus Christ

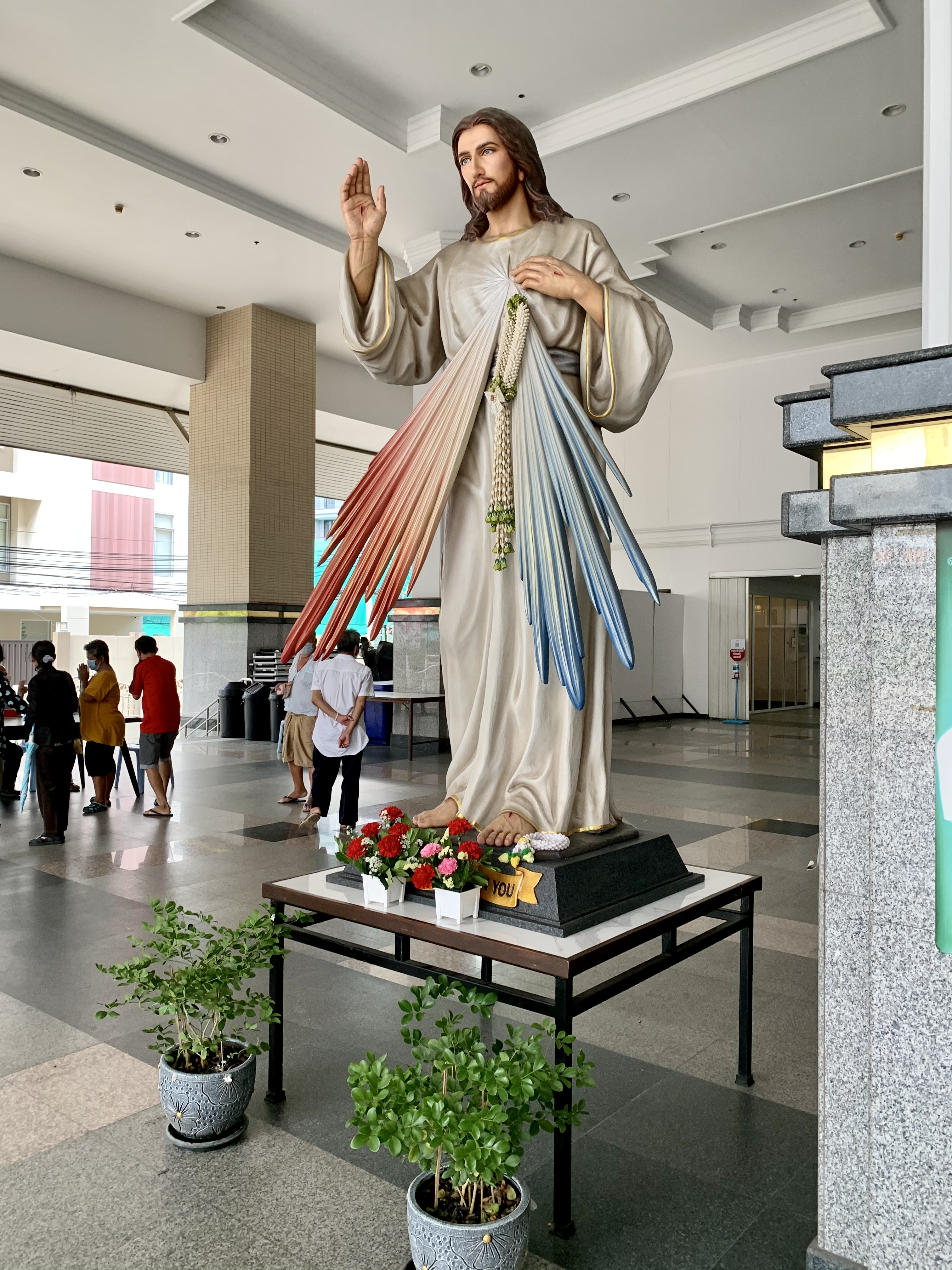
Tượng Chúa Jesus ở Băng-Cốc

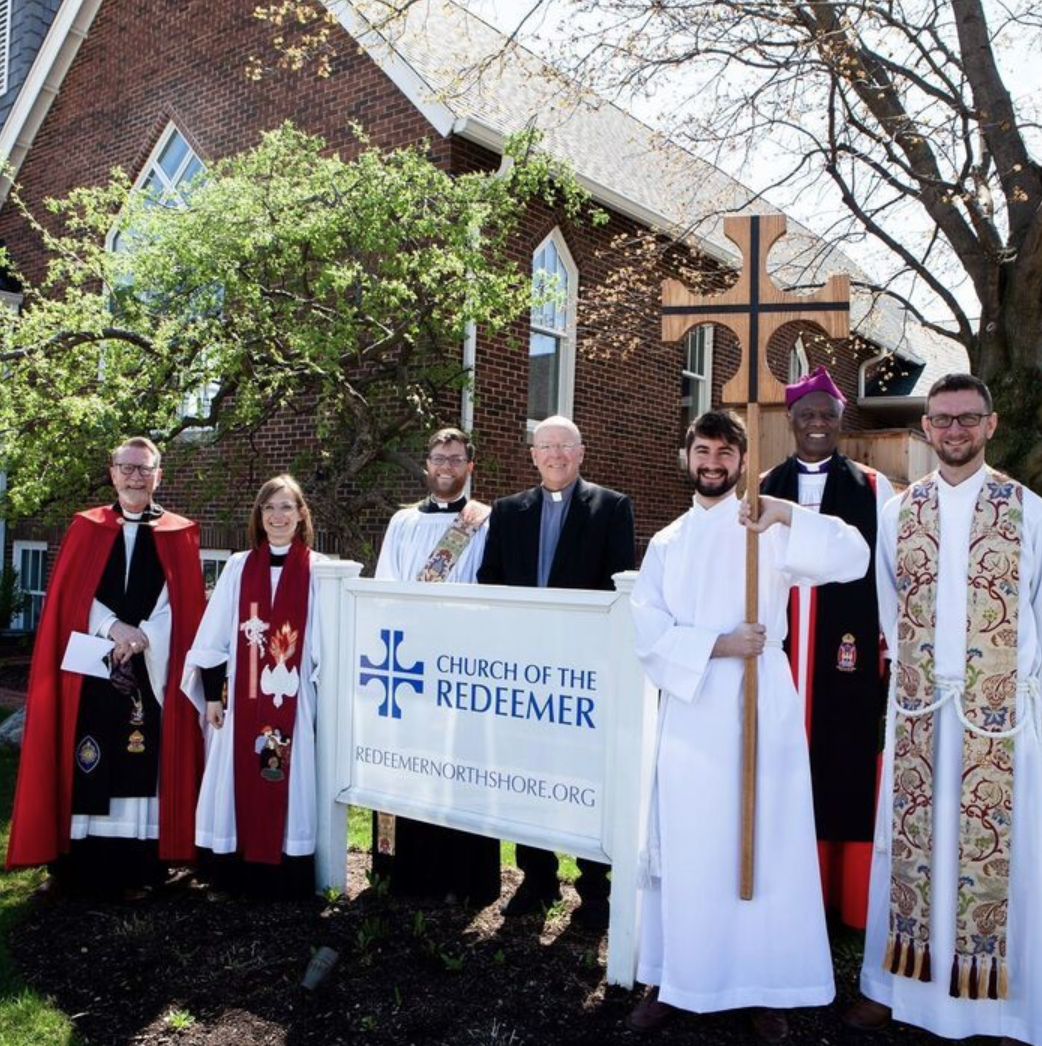
Hội thánh Cứu chuộc

Đấng Cứu chuộc (Redeemer) trong Thần học Cơ đốc giáo đôi khi đề cập đến Chúa Giê-su (Chúa Giê-su trong Cơ đốc giáo) bằng cách sử dụng danh hiệu Đấng cứu chuộc hoặc Đấng cứu thế đề cập đến sự cứu rỗi và sự cứu chuộc mà ông đã hoàn thành và dựa trên phép ẩn dụ của sự cứu chuộc, hoặc "mua chuộc lại". Trong Tân Ước, sự cứu chuộc có thể vừa ám chỉ sự giải thoát khỏi tội lỗi vừa ám chỉ sự giải cứu khỏi sự giam cầm. Mặc dù phúc âm không sử dụng danh hiệu "Đấng cứu chuộc" nhưng ý tưởng về sự cứu chuộc xuất hiện trong một số các lá thư của Phao-lô. Leon Morris nói rằng "Paul sử dụng khái niệm cứu chuộc chủ yếu để nói về ý nghĩa cứu rỗi của cái chết của Chúa Kitô". Tân Ước nói về Chúa Kitô như là Đấng Cứu Độ duy nhất cho tất cả mọi người. Các Kitô hữu đầu tiên cũng nhìn nhận vai trò cứu chuộc của Chúa Giêsu là duy nhất (không có gì sánh bằng), trọn vẹn (như Đấng truyền đạt sự viên mãn của ơn cứu độ), vai trò của Ngài có nghĩa là nhờ Ngài mà các thế lực chết người của sự ác được chiến thắng, tội lỗi được tha thứ, sự ô uế của chúng được thanh tẩy, và sự hiện hữu mới với tư cách là con nuôi, yêu dấu của Thiên Chúa đã được ban cho.
Theo Cựu Ước thì chỉ có Thiên Chúa là Ðấng Cứu Chuộc, Tân Ước cũng khẳng định nhấn mạnh Thiên Chúa cứu chuộc toàn vũ trụ và nhân loại, qua cuộc đời, sứ mệnh, khổ nạn và phục sinh của Jesus. Theo các Cơ Đốc nhân thì Chúa Giê Su là Đấng Cứu Chuộc của nhân loại, vì qua Sự Chuộc Tội đã trả giá cho tội lỗi của nhân loại và đem lại sự phục sinh cho mọi người. Những dẫn chứng như: Tôi biết rằng Đấng Cứu Chuộc của tôi vẫn sống (Gióp 19:25). Ta sẽ giúp ngươi, Đấng Thánh của Y Sơ Ra Ên và là Đấng cứu chuộc ngươi phán vậy (ÊSai 43:14; 48:17; 54:5; 59:20). Ta là Đấng Cứu Rỗi và Đấng Cứu Chuộc ngươi (ÊSai 60:16). Đức Chúa Trời của Y Sơ Ra Ên đã thăm viếng và chuộc dân Ngài (LuCa 1:68). Chúa Giê Su đã tẩy sạch tội lỗi của chúng ta bằng chính máu của Ngài (Khải huyền 1:5). Sự cứu chuộc sẽ đến trong và qua Đấng Mê Si Thánh (2 NêPhi 2:6–7, 26). Vị Nam Tử đã gánh về phần mình tất cả tội lỗi và những điều bất chính của loài người, đã cứu chuộc họ và đáp ứng được những đòi hỏi của công lý (MôSiA 15:6–9, 18–27). Đấng Jesus đến để cứu chuộc tất cả những ai chịu phép rửa tội để hối cải (AnMa 9:26–27). Galati 3:13: Đấng Christ đã chuộc chúng ta khỏi sự rủa sả của luật pháp, bởi Ngài đã nên sự rủa sả vì chúng ta, vì có lời chép Đáng bị rủa thay là kẻ bị treo trên cây gỗ. Êphêsô 1:7: "Ấy là trong Đấng Christ, chúng ta được cứu chuộc bởi Huyết Ngài, được tha tội, theo sự dư dật của ân điển Ngài". Ngài là Đấng “mạnh mẽ, Danh Ngài là Đức Giê-hô-va vạn quân”.